# Żabianka-Wejhera-Jelitkowo-Tysiąclecia

Lage des Stadtbezirks Żabianka-Wejhera-Jelitkowo-Tysiąclecia in Danzig

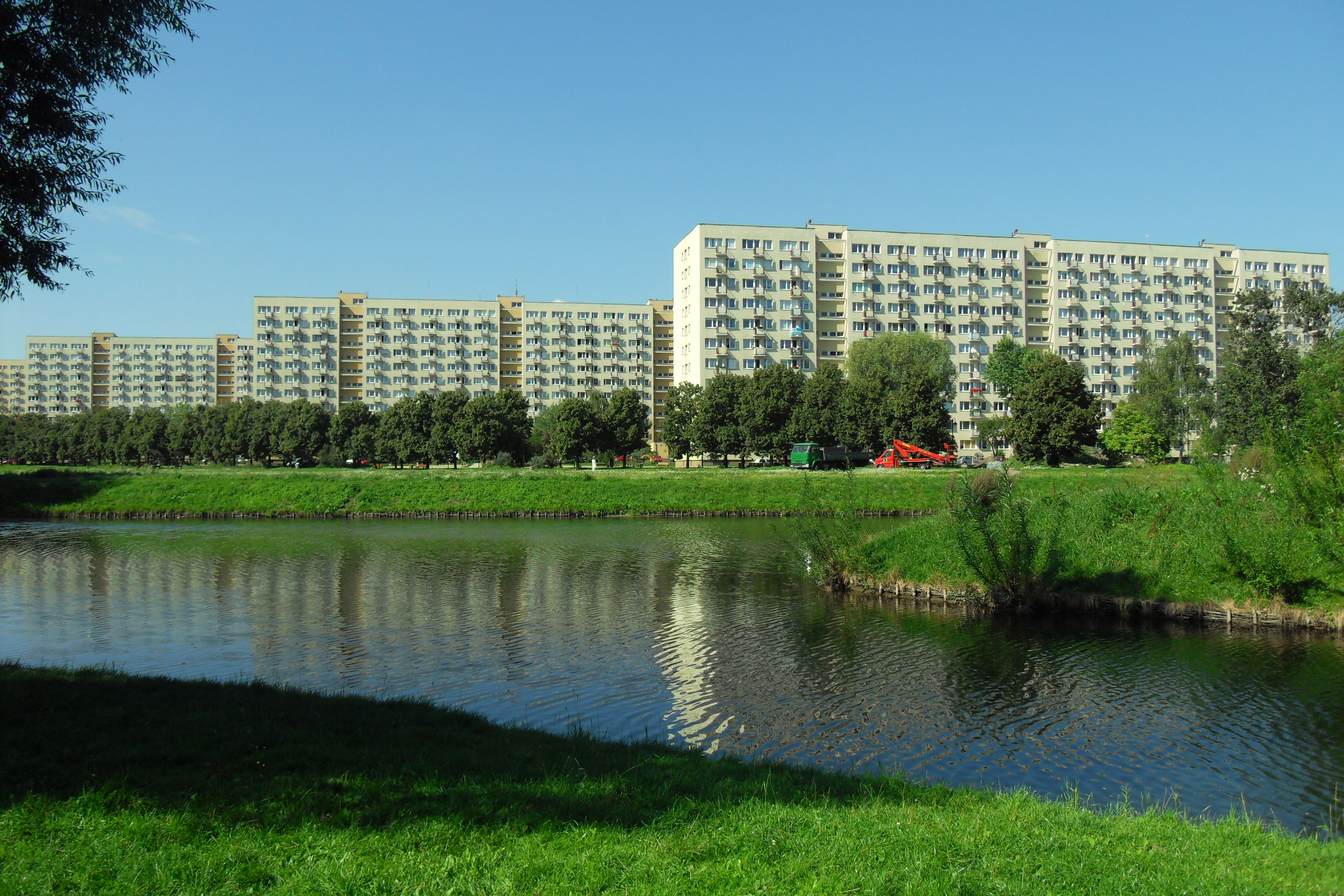
Żabianka, Potok Oliwiski

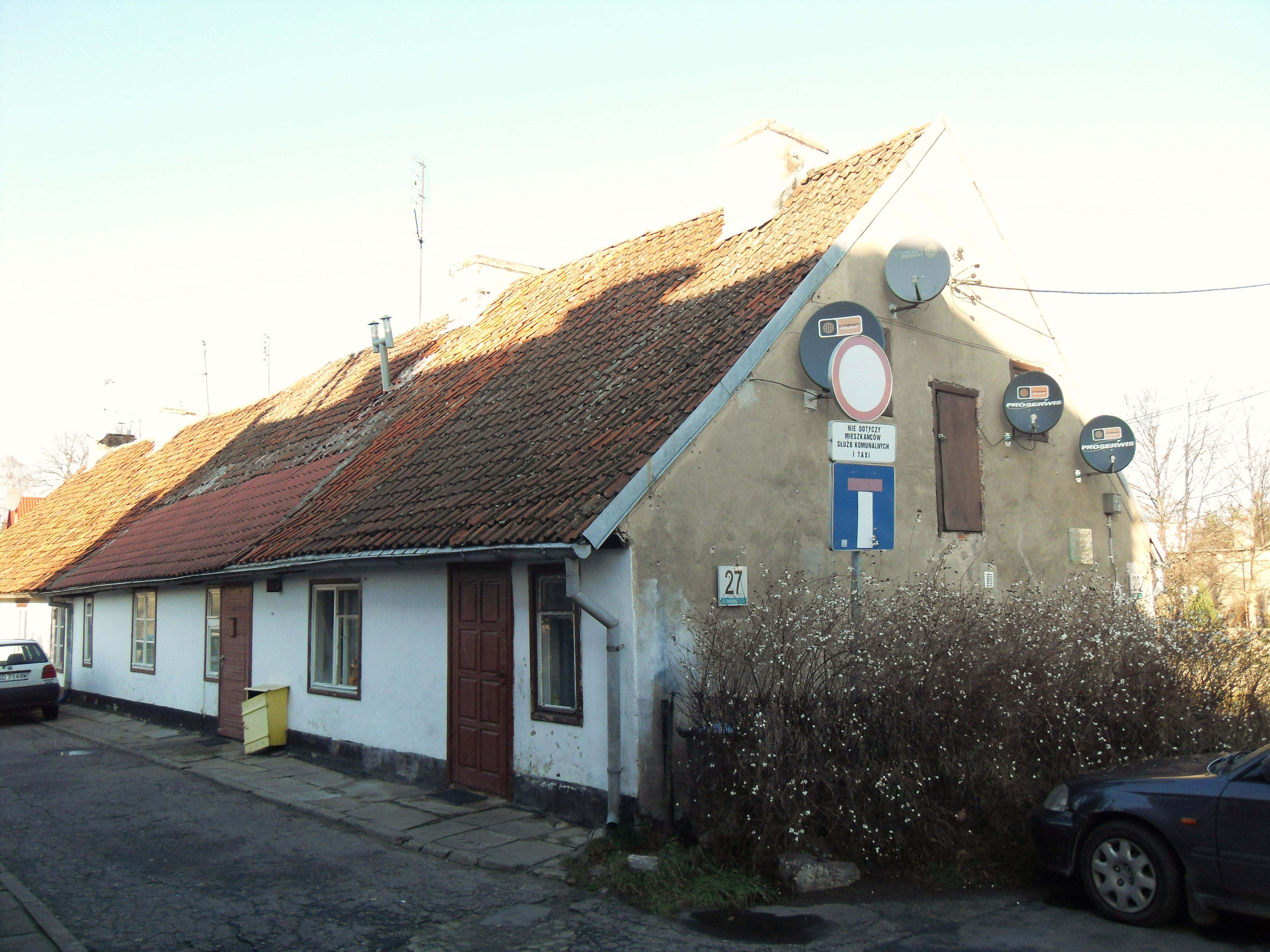
Fischerhäuschen in Jelitkowo

Żabianka-Wejhera-Jelitkowo-Tysiąclecia (deutsch Glettkau und Poggenkrug, kaschubisch Żôbiónka-Wejra-Jelëtkòwò-Tësąclatégò) ist ein Stadtbezirk von Gdańsk (Danzig) in Polen. Dieser umfasst eine Fläche von 2,3 km² und zählt 18.546 Einwohner mit einer Bevölkerungsdichte von 7947 Einwohnern/km². Das Gebiet kam 1926 administrativ zur Stadt Danzig.

## Geographie
Der Bezirk ist der westlichste Stadtbezirk an der Danziger Bucht und grenzt an die Stadtbezirke Przymorze Wielkie, Przymorze Małe, Oliwa und die Stadt Sopot (Zoppot). Der Potok Oliwiski (Glettkaubach) mündet in Jelitkowo in die Ostsee.

### Gliederung
Der Bezirk gliedert sich in:
- Żabianka (Poggenkrug)
- Wejhera (übersetzt Weihers, benannt nach Jakob von Weiher)
- Jelitkowo (Glettkau)
- Tysiąclecia (übersetzt Jahrtausend).

## Sehenswürdigkeiten und Gebäude
- Ergo Arena, Sporthalle auf der Stadtgrenze nach Sopot
- Pfarrkirche pw. Chrystusa Odkupiciela
- Pfarrkirche pw. Matki Bożej Fatimskiej
- Fischerhäuschen aus dem 18. und 19. Jahrhundert in Jelitkowo
- Park Jelitkowski
- Park Przymorze.

## Verkehr
Der Bezirk Żabianka-Wejhera-Jelitkowo-Tysiąclecia ist über den S-Bahnhof Gdańsk Żabianka-AWFiS und die Straßenbahn zu erreichen. Die Fernbahnhöfe Gdańsk Oliva und Sopot sind eine bzw. zwei Stationen entfernt. Busse fahren u. a. von Jelitkowo nach Sopot. An der Küste führt ein Radweg nach Brzeźno (Brösen) und nach Sopot.